# بيريف بي إي -103
بيريف بي إي -103 (بالإنجليزية: Beriev Be-103)‏ هي طائرة برمائية لمكافحة الحرائق ومتعددة المهام، وبمحركان. كان أول طيران لها في 15 يوليو 1997. دخلت الخدمة في 2003، وسعر الطائرة الواحدة منها هو 1,500,000 دولار.